# 欒廷玉
欒廷玉，是中國小說《水滸傳》中的人物。

## 背景
欒廷玉是祝家莊（位處薊州與鄆州地界間的一個以「祝」氏為族姓的地方勢力，與梁山泊為敵）的總教師，武藝高強，綽號「鐵棒」，「祝氏三傑」的武藝都是由他所傳授；另外，他也是登州兵馬提轄「病尉遲」孫立的同門師兄弟，二人武藝相彷。

## 表現
小說中，欒廷玉是武林正派高手，異常威猛，正直可嘉。初登場於小說第四十七回。除了鐵棒外，他也會使用流星鎚作暗器，曾經以鎚打傷「摩雲金翅」歐鵬，又用陷阱捕獲「霹靂火」秦明、「火眼狻猊」鄧飛，是梁山大敵。正當祝家莊與梁山軍隊陷入膠著之際，「病尉遲」孫立帶眾投奔梁山，並為梁山行計，假裝以地方提轄及欒廷玉師兄弟的身份，以支援捕盜為名，取得祝家上下的信任後，進入祝家莊內部，為的是作梁山內應以及救援被俘將領。祝家莊戰敗後，欒廷玉亦不知所終。兩軍戰後，得悉欒廷玉已經失蹤的宋江曾說：「只可惜殺了欒廷玉這個好漢！」（一百二十回本）

## 其他版本
在陳忱的《水滸後傳》中，欒廷玉再次出現，並隨著宋江死後剩下的其他梁山人物一起落草，最終追隨李俊到了暹羅國，成為當地的國家重臣。
在「古本水滸傳」中，欒廷玉與昔日鄰里扈家莊的扈成一起於朝廷為官，後來更奉命征剿梁山，宋江在幾番用計（假殺孫立、鄒淵詐降等）之下，方才將其打敗。

## 影視形象
- 2011年電影《病尉迟孙立》，由淳于珊珊飾演[2]。
- 2011年電視劇《水滸傳》，由計春華飾演[3]。
- 2015年電影《响尾伏魔棒》敘述栾廷玉的成長經歷，由曹帅飾演[4]。